# Ephedra strobilacea
Ephedra strobilacea är en kärlväxtart som beskrevs av Aleksandr Andrejevitj Bunge. Ephedra strobilacea ingår i släktet efedraväxter, och familjen Ephedraceae.

## Underarter
Arten delas in i följande underarter:
- E. s. microbracteata
- E. s. strobilacea